# Xiao Qin
Xiao Qin (Nankín, China, 12 de enero de 1985) es un gimnasta artístico chino retirado, bicampeón olímpico en 2008 en caballo con arcos y el concurso por equipos, y seis veces campeón del mundo en los mismos ejercicios entre 2003 y 2007.

## Carrera deportiva
En el Mundial celebrado en Gante en 2001 consigue la medalla de plata en caballo con arcos, tras el rumano Marius Urzica.
En el Mundial de Debrecen (Hungría) de 2002 vuelve a ganar la plata en caballo con arcos, y de nuevo tras el rumano Marius Urzica.
En el Mundial de Anaheim (Estados Unidos) de 2003 gana la medalla de oro en el concurso por equipos; China queda por delante de Estados Unidos y Japón.
En el Mundial de Melbourne 2005 gana el oro en caballo con arcos.
En el Mundial de Aarhus 2006 gana dos oros: en el concurso por equipos y en caballo con arcos.
En el Mundial celebrado en Stuttgar en 2007 consigue otros dos oros en las mismas competiciones que en el mundial anterior.
Por último, en las Olimpiadas celebradas en Pekín en 2008 vuelve a ganar dos oros en las mismas competiciones que en los dos mundiales anteriores.